# Steolstjärnarna
Steolstjärnarna är varandra näraliggande sjöar i Torsby kommun i Värmland och ingår i Göta älvs huvudavrinningsområde.
- Steolstjärnarna (Norra Ny socken, Värmland, 670686-136003), sjö i Torsby kommun, 60°27′19″N 13°15′41″Ö / 60.4552°N 13.2613°Ö
- Steolstjärnarna (Norra Ny socken, Värmland, 670714-136005), sjö i Torsby kommun, 60°27′28″N 13°15′41″Ö / 60.4577°N 13.2614°Ö